# Teramo (stad)
Teramo (52.327 inwoners) is de hoofdstad van de gelijknamige provincie van Italië en ligt in het noordoostelijke deel van de regio Abruzzo.
De stad is gesticht door de Romeinen die haar de naam Interamnia gaven, wat "tussen twee rivieren" betekent. In het historische centrum zijn nog resten uit die periode te vinden waaronder die van een amfitheater. Het belangrijkste monument van de stad is de middeleeuwse kathedraal San Berardo.

## Geografie
De volgende frazioni maken deel uit van de gemeente: Caprafico, Castagneto, Castrogno, Cavuccio, Cona, Faieto, Frondarola, Monticelli, Nepezzano, Putignano (Teramo), Rapino (Teramo), Rocciano, San Nicolò a Tordino, Tofo-Sant'Eleuterio, Valle Soprana, Villa Ripa, Villa Vomano

## Geboren
- Tonino Valerii (1934), filmregisseur

## Afbeeldingen

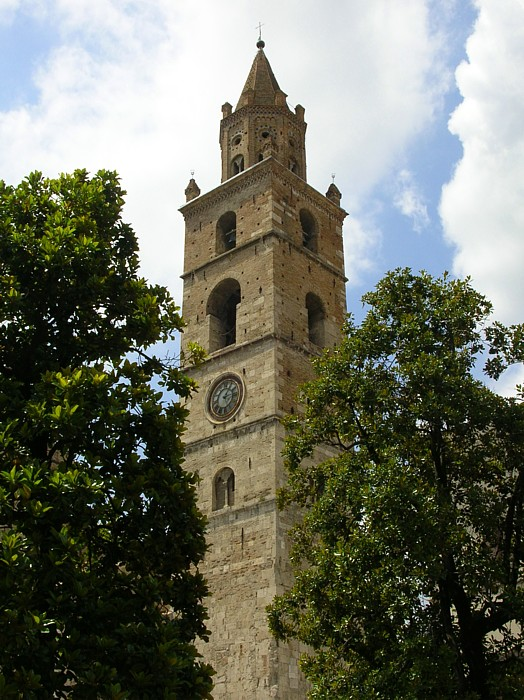
San Berardo

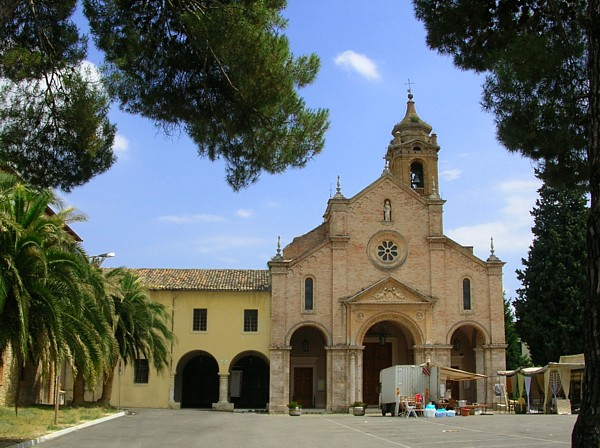
Santa Maria delle Grazie